# Il divo (film)
Il divo, reso a schermo Il divo - La spettacolare vita di Giulio Andreotti, è un film del 2008 scritto e diretto da Paolo Sorrentino.
Basato sulla vita del senatore a vita Giulio Andreotti negli anni novanta, il titolo deriva dal soprannome dato ad Andreotti dal giornalista Mino Pecorelli, ispirandosi al titolo di Gaio Giulio Cesare.
Presentato in concorso al Festival di Cannes 2008, si è aggiudicato il premio della giuria, ricevendo inoltre numerosi riconoscimenti italiani e internazionali, tra cui anche una candidatura ai premi Oscar 2010 nella categoria miglior trucco.

## Trama
La vita di Giulio Andreotti, protagonista della storia politica italiana per decenni, nel periodo tra 1991 e 1993, a cavallo tra la presentazione del suo VII governo e l'inizio del processo di Palermo per collusioni con la mafia.
La pellicola inizia con una lunga serie di morti di personalità di spicco (Moro, Dalla Chiesa, Pecorelli, Falcone, Calvi, Sindona, Ambrosoli, Borsellino), tutti decessi che riguardano direttamente o indirettamente proprio Andreotti. Seguono le parole delle lettere di Moro che dalla sua prigionia per mano delle Brigate Rosse si rivolgeva proprio ad Andreotti, evidenziandone la poca umanità e scongiurandolo di aprire le trattative coi terroristi per la sua liberazione. La vicenda principale prende il via il giorno della presentazione dell'ultimo governo andreottiano, il 12 aprile 1991.
Si radunano negli uffici di Andreotti i "vertici" della sua corrente nella Democrazia Cristiana, ossia Paolo Cirino Pomicino, Giuseppe Ciarrapico, Salvo Lima, Franco Evangelisti, Vittorio "Lo Squalo" Sbardella e il cardinale Fiorenzo Angelini detto "Sua Sanità". La questione politica del giorno si sposta presto sulla futura elezione del Presidente della Repubblica, a successione di Francesco Cossiga. La corrente Primavera, detta anche andreottiana - nonostante la defezione di Sbardella, passato ai dorotei - propone l'elezione di Andreotti al Quirinale. Andreotti, richiesto di confermare la sua candidatura, accetta. Ma nella corsa al Quirinale, Andreotti si scontra con l'opposta candidatura del segretario democristiano Arnaldo Forlani: convocati da Cirino Pomicino intorno a un tavolo per un compromesso, entrambi escludono un ritiro in favore dell'altro.
Al momento della prima convocazione del Parlamento in seduta comune per l'elezione, scoppia una violenta "bagarre": urla, lanci di oggetti e manette tintinnanti, il tutto sopra la testa dell'impassibile Andreotti, mentre il presidente della Camera Oscar Luigi Scalfaro cerca inutilmente di far mantenere la calma ai parlamentari. Nonostante vi siano poi ripetute votazioni, non viene data la maggioranza a nessun candidato. Durante una pausa, i vari sostenitori dei candidati cercano di raccogliere il sostegno di ulteriori parlamentari. Cirino Pomicino tenta un compromesso tra le varie correnti DC, che naufraga a causa della testardaggine di alcuni caporioni.
Nonostante avesse inizialmente conquistato molti voti, l'omicidio di Falcone scuote la sua immagine, come esponente di una corrente politica legata alla mafia, problema che già si era sollevato con l'omicidio del collega di partito Salvo Lima, avvenuto per vendicare il tradimento di una classe politica che si era servita dei voti di Cosa Nostra senza però rispettare gli accordi presi, base di scambio con il sostegno elettorale (in questo caso la revisione delle sentenze del maxiprocesso di Palermo). Andreotti cercava già precedentemente di evitare Lima al fine di rendersi agli occhi dell'opinione pubblica esterno ai suoi contatti criminali, ma inutilmente. Al termine degli scrutini, risulta eletto presidente della Repubblica Scalfaro. Dai banchi dei dorotei, l'ex andreottiano Sbardella fa notare il comportamento di Andreotti a un collega, sottolineando il sangue freddo e la dignità di Andreotti davanti a questa grande sconfitta.
La seconda parte del film s'incentra sui presunti rapporti di Andreotti con la mafia, fino alle udienze del maxiprocesso. Poco dopo l'elezione di Scalfaro, scoppia il caso di Tangentopoli, che segna la caduta degli alti papaveri della politica accusati di corruzione, fra cui Cirino Pomicino, Evangelisti (che morirà poco dopo) e Bettino Craxi, l'alleato-rivale di Andreotti. Tuttavia, si lascia presumere che Andreotti avesse dato documenti compromettenti, attinti dal suo archivio, al pool di Milano proprio per sbarazzarsi di alcuni politici a lui scomodi. Si arriva poi alla caduta di Cosa Nostra nel 1993-1994, causata da numerosi pentimenti, arresti e leggi speciali. Nei colloqui con diversi pentiti, il procuratore di Palermo Giancarlo Caselli e i suoi collaboratori ascoltano la versione dei pentiti sui rapporti tra Andreotti e Cosa nostra, sugli affari e gli omicidi voluti da Licio Gelli e Pippo Calò (come quelli di Calvi e Sindona, rei rispettivamente di essersi appropriato del denaro di Gelli e di sapere troppo), l'omicidio di Dalla Chiesa da parte della mafia con il benestare silenzioso di Roma e sull'omicidio di Pecorelli, assassinio commissionato da Ignazio e Nino Salvo, per ingraziarsi Andreotti.
Nel corso di questi colloqui tra Caselli e i pentiti di mafia vengono rappresentati, come flashback, i presunti colloqui tra Andreotti e i capi della mafia, tra cui Stefano Bontate e Totò Riina, con il famoso bacio, e il supposto rituale di affiliazione, che lo avrebbe fatto "uomo d'onore". Da parte sua, Andreotti si decide a combattere fino in fondo quest'ultima battaglia per la giustizia, mobilitando le sue risorse personali e finanziarie, con il pieno sostegno della famiglia, specie della moglie Livia. Il senatore respinge categoricamente le accuse di collusione con la mafia, negandolo a se stesso e perfino al suo confessore, e opponendo ai pentiti di mafia la sua vita da "sorvegliato speciale" da parte della scorta, con movimenti costantemente controllati. Infine si assiste all'inizio del primo processo. Prima dei titoli di coda una scritta informa che il primo processo per associazione mafiosa si concluderà con la prescrizione per i fatti precedenti alla primavera 1980 e l'assoluzione perché il fatto non sussiste per i fatti successivi a tale data, mentre il secondo processo per l'omicidio di Pecorelli si concluderà con l'assoluzione piena.

## Colonna sonora
Le musiche originali del film sono state composte da Teho Teardo, già collaboratore di Sorrentino per L'amico di famiglia. Oltre alle tracce di Teardo sono presenti diversi brani di repertorio, che spaziano dalla musica classica alla musica pop, elettronica e rock, contemporanea e dell'epoca.
La tracklist dell'album della colonna sonora è la seguente (dove non indicato diversamente le tracce sono di Teho Teardo):
1. Fissa lo sguardo
2. Sono ancora qui
3. I miei vecchi elettori
4. Cassius – Toop Toop
5. Che cosa ricordare di lei?
6. Un'altra battuta
7. Il cappotto che mi ha regalato Saddam
8. Notes for a New Religion
9. Barbara Morgenstern & Robert Lippok – Gammelpop
10. Non ho vizi minori
11. Ho fatto un fioretto
12. Possiedo un grande archivio
13. Double Kiss
14. The Veils – Nux Vomica
15. Il prontuario dei farmaci
16. La corrente
17. 1. Allegro (da Il cardellino di Antonio Vivaldi)
18. Pavane, Op.50 (1901) (musica: Gabriel Fauré)
19. Trio – Da, da, da, ich lieb' Dich nicht, Du liebst mich nicht
20. Bruno Martino – E la chiamano estate
21. Beth Orton – Conceived (Michael Brauer Radio Mix)

Oltre a queste tracce nel film sono presenti estratti da Pohjolan tytär (La figlia di Pohjola, op. 49), del Concerto per violino e orchestra (op. 47) e della sinfonia nº 2 (op. 43, detta anche "l'italiana") di Sibelius e dalla Danse macabre (op. 40) di Saint-Saëns. Sono presenti anche le canzoni I migliori anni della nostra vita di Renato Zero e La prima cosa bella, scritta da Mogol e Nicola Di Bari ed eseguita dai Ricchi e Poveri. Partecipa inoltre in una scena del film la scuola campana di samba G.R.E.S. Unidos do Batacoto, che esegue un pezzo del proprio repertorio di batucada.

## Distribuzione
Il film è stato presentato a Cannes il 23 maggio 2008, ricevendo quasi dieci minuti di applausi e il premio della giuria.
Il film ha debuttato nelle sale italiane il 28 maggio 2008. La prima visione TV, su LA7 il 2 febbraio 2011, è stata presentata da Enrico Mentana.

## Accoglienza

### Incassi

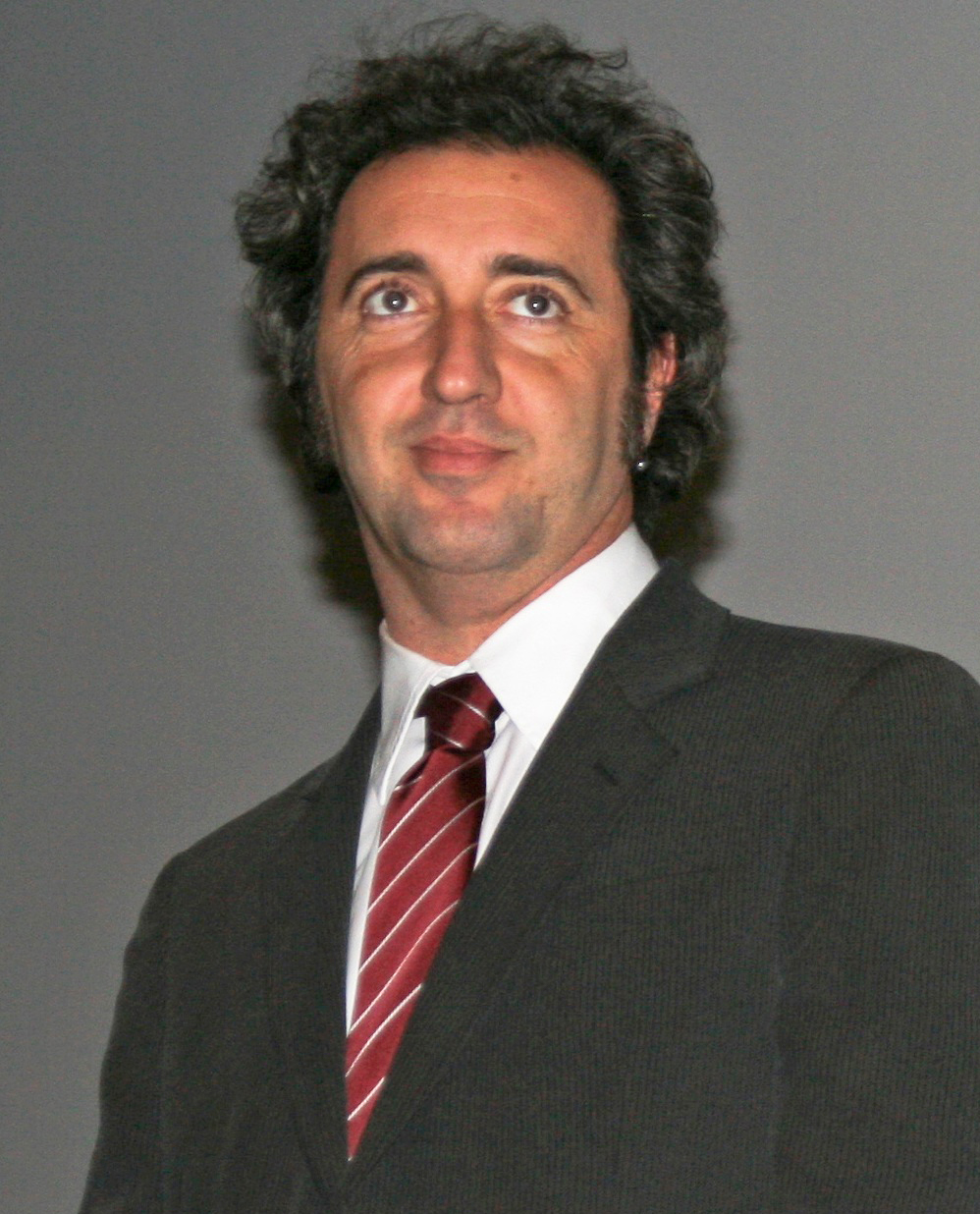
Paolo Sorrentino, il regista del film nel 2008

Il film è uscito nelle sale italiane il 28 maggio 2008 in 340 copie. Nei primi cinque giorni di programmazione ha guadagnato 1.239.405 euro, 3º film più visto del fine settimana del 31 maggio-1º giugno. L'incasso totale è di 4 521 972 euro. All'estero ha incassato circa 10 400 286 dollari.

### Critica

#### La reazione di Andreotti
Giulio Andreotti ha visto il film in anteprima in una proiezione privata; queste sono state le sue parole: «è molto cattivo, è una mascalzonata, direi. Cerca di rivoltare la realtà facendomi parlare con persone che non ho mai conosciuto». Sorrentino al riguardo ha commentato: «Andreotti ha reagito in modo stizzito e questo è un buon risultato perché di solito lui è impassibile di fronte a ogni avvenimento. La reazione mi conforta e mi conferma la forza del cinema rispetto ad altri strumenti critici della realtà».
Il senatore a vita ha comunque deciso di non sporgere querela o chiedere tagli della pellicola, e in seguito ha dichiarato: «Se uno fa politica pare che essere ignorato sia peggio che essere criticato, dunque...». Qualche giorno dopo, il senatore a vita, intervistato da TV Sorrisi e Canzoni, sembra dimostrare un atteggiamento differente nei confronti della pellicola di Sorrentino. Afferma infatti: «Le mascalzonate sono ben altre. No, questa la cancello...».

#### Critica italiana
Il film in generale è stato accolto molto bene dalla critica italiana. Paolo Mereghetti afferma che «insieme a Garrone e a Munzi certifica l'esistenza di un cinema italiano finalmente adulto, autorevole, coraggioso». Pino Farinotti invece ha scritto: «Il divo è un ottimo film. […] Sorrentino ha scovato soluzioni, contenuti e caratteri che si staccano, verso l'alto, dalla massa grigia, omologata, triste e sorpassata, del cinema italiano». Recensioni positive provengono anche da Il Sole 24 Ore, Liberazione, Il Giornale e Il manifesto. In generale vengono elogiate la grande prova d'attore di Servillo e il complesso lavoro stilistico di Sorrentino, che rielabora la realtà per creare una potente allegoria del potere assoluto.
Si discostano invece le recensioni di Valerio Caprara su Il Mattino e di Mariarosa Mancuso su Il Foglio che addebita al film esagerazioni sia stilistiche sia nelle accuse ad Andreotti e afferma che l'accoglienza a Cannes (dove il film ha vinto il premio della giuria) sarebbe in realtà stata «tiepida». Al film è stata dedicata una puntata di Annozero condotto da Michele Santoro. Nella puntata Andreotti non era presente, tra gli ospiti figuravano il politico Cirino Pomicino, il regista del film Sorrentino e lo scrittore Carlo Lucarelli.

#### Critica internazionale
Una delle prime recensioni, quella di Peter Brunette per The Hollywood Reporter, elogia il film, sottolineandone la capacità di intrattenimento, l'ottima recitazione e la qualità della colonna sonora, e rammaricandosi del fatto che probabilmente non avrà molto successo al di fuori dell'Italia. Stessi elementi emergono dalla recensione di Jay Weissberg di Variety, che definisce il film addirittura un capolavoro che «diventerà una pietra di paragone per gli anni a venire».
Diverso il giudizio dato al film dai Cahiers du Cinéma, che confermano l'opinione negativa sul cinema di Paolo Sorrentino definendolo "incapace di uscire da un miserabilismo disgustoso". La rivale storica dei Cahiers, Positif, ha invece salutato il film come uno dei migliori in concorso a Cannes. Anche in Germania il film è stato recepito positivamente. Particolare risalto è stato dato alla sua originalità formale, alla quale è stato attribuito il fatto che un film, "del quale nessuno al di fuori dell'Italia può capire le allusioni, gli intrecci o anche affermazioni", abbia riscosso tanto successo a Cannes e venga lanciato nelle sale tedesche.
Simile il giudizio del New York Times, che – dopo aver constatato che "buona parte dei personaggi reali è sconosciuta al di fuori dell'Italia" – esprime ammirazione per un film "sensazionale" che confronta lo spettatore con un "tour de force di immagini indelebilmente abbaglianti" richiamanti l'immaginario felliniano. Roger Ebert recensisce in modo molto positivo il film, affermando: "Dopo aver visto Il Divo, mi sarei dovuto sentire indignato. Avrei dovuto sentirmi così anche dopo aver visto Il padrino. Ma questi film presentano personaggi talmente affascinanti che mi ritrovo ad ammirarli, incredulo".

## Riconoscimenti
- 2008 - Festival di Cannes
  - Premio della giuria a Paolo Sorrentino
  - Premio vulcain a Luca Bigazzi e Angelo Raguseo
  - Candidatura alla Palma d'oro a Paolo Sorrentino
- 2009 - David di Donatello
  - Miglior attore protagonista a Toni Servillo
  - Migliore attrice non protagonista a Piera Degli Esposti
  - Migliore fotografia a Luca Bigazzi
  - Miglior colonna sonora a Teho Teardo
  - Migliori trucco a Vittorio Sodano
  - Migliori acconciature a Aldo Signoretti
  - Migliori effetti speciali visivi a Nicola Sganca e Rodolfo Migliari per Vision
  - Candidatura Miglior film
  - Candidatura Migliore regia a Paolo Sorrentino
  - Candidatura Migliore sceneggiatura a Paolo Sorrentino
  - Candidatura Miglior produttore a Andrea Occhipinti, Nicola Giuliano, Francesca Cima e Maurizio Coppolecchia
  - Candidatura Miglior attore non protagonista a Carlo Buccirosso
  - Candidatura Migliore scenografia a Lino Fiorito
  - Candidatura Migliori costumi a Daniela Ciancio
  - Candidatura Miglior montaggio a Cristiano Travaglioli
  - Candidatura Miglior sonoro a Emanuele Cecere
- 2009 - Nastro d'argento
  - Regista del miglior film a Paolo Sorrentino
  - Migliore produttore a Francesca Cima, Nicola Giuliano, Andrea Occhipinti e Maurizio Coppolecchia
  - Migliore sceneggiatura a Paolo Sorrentino
  - Migliore attore protagonista a Toni Servillo
  - Candidatura Migliore attrice non protagonista ad Anna Bonaiuto
  - Candidatura Migliore fotografia a Luca Bigazzi
  - Candidatura Miglior scenografia a Lino Fiorito
  - Candidatura Miglior montaggio a Cristiano Travaglioli
  - Candidatura Migliore sonoro in presa diretta a Emanuele Cecere
- 2009 - Globi d'oro
  - Migliore sceneggiatura a Paolo Sorrentino
  - Candidatura Miglior regia a Paolo Sorrentino
- 2009 - Ciak d'oro
  - Miglior regia a Paolo Sorrentino[23]
  - Miglior attore protagonista a Toni Servillo[23]
  - Miglior attore non protagonista a Carlo Buccirosso[23]
  - Miglior manifesto a Riccardo Fidenzi e Maurizio Ruben[23]
  - Miglior produttore ad Andrea Occhipinti, Nicola Giuliano, Francesca Cima, Maurizio Coppolecchia[23]
  - Candidatura Migliore attrice non protagonista ad Anna Bonaiuto
  - Candidatura Migliore sceneggiatura a Paolo Sorrentino
  - Candidatura Migliore scenografia a Lino Fiorito
  - Candidatura Migliore fotografia a Luca Bigazzi
  - Candidatura Migliore montaggio a Cristiano Travaglioli
  - Candidatura Migliori costumi a Daniela Ciancio
  - Candidatura Migliore colonna sonora a Teho Teardo
- 2009 - Bari International Film Festival
  - Miglior film
  - Miglior regia a Paolo Sorrentino
  - Migliore sceneggiatura a Paolo Sorrentino
  - Migliore colonna sonora a Teho Teardo
  - Migliore fotografia a Luca Bigazzi
  - Migliore scenografia a Lino Fiorito
  - Migliori costumi a Daniela Ciancio
- 2009 - Golden Graal
  - Miglior regista drammatico a Paolo Sorrentino
  - Candidatura Miglior colonna sonora a Teho Teardo
- 2009 - British Independent Film Awards
  - Candidatura Miglior film straniero a Paolo Sorrentino
- 2010 - Premio Bodil
  - Candidatura Miglior film non americano a Paolo Sorrentino

- 2010 - Premio Oscar
  - Candidatura Miglior trucco ad Aldo Signoretti e Vittorio Sodano
- 2008 - Festival di Venezia
  - Premio "SIAE" alla creatività a Paolo Sorrentino
- 2008 - European Film Awards
  - Miglior attore a Toni Servillo
  - Candidatura Miglior film
  - Candidatura Miglior regista a Paolo Sorrentino
- 2010 - European Independent Film Critics Awards
  - Miglior attore a Toni Servillo
  - Candidatura Miglior film
  - Candidatura Migliore produttore ad Andrea Occhipinti, Nicola Giuliano, Francesca Cima e Maurizio Coppolecchia
  - Candidatura Miglior attore non protagonista a Carlo Buccirosso
  - Candidatura Migliore attrice non protagonista a Piera Degli Esposti
- 2009 - San Diego Film Critics Society
  - Miglior film straniero a Paolo Sorrentino
- 2009 - Belgrade International Film Festival
  - Premio FIPRESCI a Paolo Sorrentino
- 2009 - Ischia Film Festival
  - Migliore scenografia a Lino Fiorito
- 2009 - RiverRun International Film Festival
  - Miglior regia a Paolo Sorrentino
  - Miglior attore a Toni Servillo
  - Migliore fotografia a Luca Bigazzi
- 2008 - Premio Etruria Cinema
  - Candidatura Premio Etruria a Piera Degli Esposti
- 2008 - Trailers FilmFest
  - Candidatura Miglior trailer italiano
- 2009 - CliCiak
  - Premio della sezione colore a Gianni Fiorito
- 2009 - Italian DVD & Blu-Ray Awards
  - Miglior DVD italiano
- 2009 - Gransito Movie Awards
  - Candidatura Miglior film italiano
  - Candidatura Migliore regia a Paolo Sorrentino
  - Candidatura Miglior attore a Toni Servillo
  - Candidatura Miglior montaggio a Cristiano Travaglioli
- 2009 - Dublin International Film Festival
  - Premio speciale alla carriera a Paolo Sorrentino
- 2008 - Capri Awards
  - Migliori costumi a Daniela Ciancio
- 2008 - Premio Set Torino Piemonte
  - Premio Set Torino Piemonte a Nicola Giuliano e Francesca Cima
- 2008 - Sevilla Festival de Cine
  - Premio Eurimages a Paolo Sorrentino
- 2008 - Festival du Cinéma Italien d'Ajaccio
  - Miglior attore a Toni Servillo
- 2008 - Martini Premiere Award
  - Menzione speciale Miglior locandina a Riccardo Fidenzi e Maurizio Ruben
- 2008 - Premio Internazionale Cinearti "La Chioma di Berenice"
  - Migliore arredamento ad Alessandra Mura
- 2008 - Premio "Sonora"
  - Migliore colonna sonora a Teho Teardo
- 2008 - Sannio Film Fest
  - Migliore attore a Carlo Buccirosso